# José María Suárez
José María Suárez (Villa Dolores, 1º maggio 1951 – Buenos Aires, 7 febbraio 2025) è stato un calciatore argentino, di ruolo difensore.

## Palmarès

### Competizioni nazionali
- Campionato argentino: 3

Boca Juniors: Metropolitano 1976, Nacional 1976, Metropolitano 1981

### Competizioni internazionali
- Coppa Libertadores: 2

Boca Juniors: 1977, 1978
- Coppa Intercontinentale: 1

Boca Juniors: 1977